# Megastygarctides isounguis
Megastygarctides isounguis är en djurart som tillhör fylumet trögkrypare, och som beskrevs av Jeanne Renaud-Mornant 1981. Megastygarctides isounguis ingår i släktet Megastygarctides och familjen Stygarctidae. Inga underarter finns listade i Catalogue of Life.